# Wendou M'Bour
Wendou M'Bour è un comune (in francese sous-préfecture) della Guinea, parte della regione di Boké e della prefettura di Gaoual.